# 加加埃毛加
加加埃毛加（Gaga'emauga）是萨摩亚的一个政治区，位于薩瓦伊島。面积223平方公里，人口7,108人（2001年统计）。该区包含12个村。
其中兩個村位於烏波盧島，為加加埃毛加的飛地。
13°30′S 172°15′W / 13.5°S 172.25°W